# Lijst van burgemeesters van Gouda
Dit is een lijst van burgemeesters van de Nederlandse gemeente Gouda in de provincie Zuid-Holland.

## Voor 1700 (in alfabetische volgorde)
- Dirck Fredericksze Beuckel (†1671) - burgemeester in 1654, 1655, 1657, 1658, 1661 en 1662
- Hiëronymus van Beverningh (1614-1690) - burgemeester in 1668
- Jacob Bonser (1623-1698) - burgemeester in 1668 en 1669
- Floris Cant (ca. 1610-1678) - burgemeester 1655, 1659, 1660, 1667 en 1668
- Aemilius Cool (1618-1688) - burgemeester in 1661, 1664, 1665, 1670 en 1671
- Jan Jansz. van Crimpen (-1524) - meerdere malen burgemeester voor 1524
- Jan Claesz. Diert (†1574) - burgemeester in 1554, 1558, 1559, 1560, 1564 en 1573
- Johan van der Does (1644-1704) - burgemeester in 1691 en 1692
- Dirck van Hensbeeck  (circa 1502/1508-1569) - burgemeester in 1548, 1549, 1552 en 1567
- Gijsbert Hendricksz. 't Hert (†1637) - burgemeester in 1619, 1620, 1621, 1625, 1626, 1631, 1636 en 1637
- Gerrit Heye Gerritsz († 1527 of 1528) - burgemeester in 1502, 1510, 1513, 1515, 1519 en 1522
- Jan Gerritsz. Heye (1513-1574) - burgemeester in 1553, 1554, 1566 en 1568
- Cornelis Cornelisz. de Lange (1586-1653) - burgemeester in 1641, 1642, 1651 en 1652
- Cornelis Cornelisz. de Lange (1629-1682) - burgemeester in 1671, 1672, 1675, 1680 en 1681
- Dirck Jacobsz Lonck (1536-1615) - burgemeester in 1579, 1582, 1583, 1584, 1595, 1596, 1597, 1599, 1600, 1602, 1603 en 1604
- Dirck Jansz Lonck (1539-1605) - burgemeester in 1573, 1574, 1581, 1593, 1594, 1600 en 1601
- Jacob Dirckz Lonck (1562-1636) - burgemeester in 1614, 1615 en 1618
- Reynier Hendricksz. Pauw (circa 1490-1547) - burgemeester in 1540
- Jan van Rosendael (circa 1522-1583) - burgemeester in 1569, 1570, 1571, 1572, 1573, 1576, 1577 en 1581
- Dirck Jacobsz Schoonhoven (†1640) - burgemeester in 1611, 1612, 1615 en 1616
- Cornelis Jacobsz. van Steyn (†1646)  - burgemeester in 1638, 1639 1644 en 1645
- Govert Suijs (circa 1610–1671) - burgemeester in 1671
- Andries Lourisz. Swaenswijck ( tweede helft 16e eeuw-1643) - burgemeester in 1624, 1625, 1633, 1634, 1635, 1642 en 1643
- Jacob van der Tocht (1620-1680) - burgemeester in 1672, 1673 en 1674
- Adriaen Cornelisz. Vereyck (†1682) - burgemeester in 1650, 1651, 1654, 1655, 1658, 1659, 1663, 1665, 1666, 1671, 1675, 1676, 1679 en 1680
- Dirck de Vrije (†1681) - burgemeester in 1673, 1674, 1675, 1678, 1679 en 1681

## Van 1700 tot 1815 (in chronologische volgorde)
| Jaar        | Naam burgemeester                  | Naam burgemeester                                      | Naam burgemeester                                      | Naam burgemeester                       | Naam burgemeester                    | Naam burgemeester       |
| ----------- | ---------------------------------- | ------------------------------------------------------ | ------------------------------------------------------ | --------------------------------------- | ------------------------------------ | ----------------------- |
| 1700        | Matthijs de Grande                 | Joris de Lange                                         | Mr. Melchior Gerard van Rietvelt                       | Mr. Hugo van Strijen                    | Joost Verschuere                     |                         |
| 1701        | Matthijs de Grande                 | Mr. Daniel Lestevenon                                  | Joost Verschuere                                       |                                         |                                      |                         |
| 1702        | Mr. Bruno van der Dussen           | Mr. Cornelis de Lange                                  | Mr. Daniel Lestevenon                                  | Justus van der Meij                     |                                      |                         |
| 1703        | Mr. Bruno van der Dussen           | Matthijs de Grande                                     | Pieter van Someren van Vrijenes                        |                                         |                                      |                         |
| 1704        | Matthijs de Grande                 | Mr. Daniel Lestevenon                                  | Johan Sandvoort                                        | Pieter van Someren van Vrijenes         | Joost Verschuere                     |                         |
| 1705        | Mr. Bruno van der Dussen           | Mr. Daniel Lestevenon                                  | Johan Sandvoort                                        |                                         |                                      |                         |
| 1706        | Hendrik Daasdonk                   | Mr. Bruno van der Dussen                               | Boudewijn Jongkint                                     |                                         |                                      |                         |
| 1707        | Hendrik Daasdonk                   | Boudewijn Jongkint                                     | Mr. Willem Kaekmes                                     | Johan Suijs                             | Joost Verschuere                     |                         |
| 1708        | Mr. Willem Kaekmes                 | Mr. Dirk de Lange sr                                   | Paulus Louf                                            | Johan Suijs                             | Joost Verschuere                     |                         |
| 1709        | Mr. Dirk de Lange sr               | Mr. Daniel Lestevenon                                  | Paulus Louf                                            | Pieter van Someren van Vrijenes         | Joost Verschuere                     |                         |
| 1710        | Hendrik Daasdonk                   | Mr. Daniel Lestevenon                                  | Pieter van Someren van Vrijenes                        | Johan Suijs                             | Joost Verschuere                     |                         |
| 1711        | Hendrik Daasdonk                   | Johan Suijs                                            |                                                        |                                         |                                      |                         |
| 1712        | Matthijs de Grande                 | Pieter van Someren van Vrijenes                        |                                                        |                                         |                                      |                         |
| 1713        | Mr. Bruno van der Dussen           | Matthijs de Grande                                     | Boudewijn Jongkint                                     | Mr. Dirk de Lange sr                    | Pieter van Someren van Vrijenes      |                         |
| 1714        | Mr. Gerard van Brandwijk sr        | Hendrik Daasdonk                                       | Mr. Bruno van der Dussen                               | Mr. Dirk de Lange sr                    |                                      |                         |
| 1715        | Mr. Gerard van Brandwijk sr        | Hendrik Daasdonk                                       | Huijbert van Eijck                                     |                                         |                                      |                         |
| 1716        | Huijbert van Eijck                 | Matthijs de Grande                                     |                                                        |                                         |                                      |                         |
| 1717        | Dr. Georgius Boudens               | Mr. Gerard van Brandwijk sr                            | Mr. Arent van der Burgh                                | Matthijs de Grande                      |                                      |                         |
| 1718        | Mr. Gerard van Brandwijk sr        | Mr. Arent van der Burgh                                | Huijbert van Eijck                                     | Jan de Meij                             |                                      |                         |
| 1719        | Mr. Bruno van der Dussen           | Huijbert van Eijck                                     | Mr. Willem van den Kerckhoven                          | Jan de Meij                             |                                      |                         |
| 1720        | Dr. Georgius Boudens               | Mr. Bruno van der Dussen                               | Mr. Willem van den Kerckhovenn                         |                                         |                                      |                         |
| 1721        | Dr. Georgius Boudens               | Mr. Govert Cinq                                        | Theodore Jongkint                                      |                                         |                                      |                         |
| 1722        | Mr. Gerard van Brandwijk sr        | Mr. Govert Cinq                                        | Theodore Jongkint                                      | Mr. Tieleman van Zeeberg                |                                      |                         |
| 1723        | Mr. Gerard van Brandwijk sr        | Huijbert van Eijck                                     | Mr. Willem van den Kerckhoven                          | Jan de Meij                             |                                      |                         |
| 1724        | Dr. Georgius Boudens               | Mr. Govert Cinq                                        | Jan de Meij                                            |                                         |                                      |                         |
| 1725        | Dr. Georgius Boudens               | Huijbert van Eijck                                     | Theodore Jongkint                                      |                                         |                                      |                         |
| 1726        | Mr. Arent van der Burgh            | Mr. Govert Cinq                                        | Huijbert van Eijck                                     | Theodore Jongkint                       |                                      |                         |
| 1727        | Mr. Arent van der Burgh            | Mr. Govert Cinq                                        | Reijnier Crabeth                                       | Mr. Willem van den Kerckhoven           |                                      |                         |
| 1728        | Reijnier Crabeth                   | Huijbert van Eijck                                     | Mr. Willem van den Kerckhoven                          | Jan de Meij                             |                                      |                         |
| 1729        | Huijbert van Eijck                 | Theodore Jongkint                                      | Jan de Meij                                            | Mr. Adriaan Moeringh                    |                                      |                         |
| 1730        | Reijnier Crabeth                   | Theodore Jongkint                                      | Mr. Willem van den Kerckhoven                          | Dr. Gualterus de Moor van Immerzeel     |                                      |                         |
| 1731        | Mr. Willem Hendrik van Cattenburg  | Reijnier Crabeth                                       | Huijbert van Eijck                                     | Mr. Willem van den Kerckhoven           |                                      |                         |
| 1732        | Mr. Willem Hendrik van Cattenburg  | Huijbert van Eijck                                     | Mr. Adriaan van Groenendijk                            | Theodore Jongkint                       |                                      |                         |
| 1733        | Mr. Adriaan van Groenendijk        | Theodore Jongkint                                      | Mr. Daniel de Lange                                    |                                         |                                      |                         |
| 1734        | Huijbert van Eijck                 | Mr. Daniel de Lange                                    | Mr. Jacob Slicher                                      | Mr. Tieleman van Zeeberg                |                                      |                         |
| 1735        | Huijbert van Eijck                 | Theodore Jongkint                                      | Mr. Jacob Slicher                                      | Mr. Govert Suijs                        |                                      |                         |
| 1736        | Mr. Willem Hendrik van Cattenburg  | Theodore Jongkint                                      | Dr. Gualterus de Moor van Immerzeel                    | Mr. Govert Suijs                        |                                      |                         |
| 1737        | Mr. Willem Hendrik van Cattenburg  | Huijbert van Eijck                                     | Mr. Adriaan van Groenendijk                            | Dr. Gualterus de Moor van Immerzeel     |                                      |                         |
| 1738        | Huijbert van Eijck                 | Mr. Adriaan van Groenendijk                            | Theodore Jongkint                                      | Mr. Willem van den Kerckhoven           |                                      |                         |
| 1739        | Mr. Willem van den Kerckhovenn     | Dr. Gualterus de Moor van Immerzeel                    |                                                        |                                         |                                      |                         |
| 1740        | Mr. Willem Hendrik van Cattenburg  | Huijbert van Eijck                                     | Dr. Gualterus de Moor van Immerzeel                    |                                         |                                      |                         |
| 1741        | Mr. Willem Hendrik van Cattenburg  | Huijbert van Eijck                                     | Mr. Dirk de Lange jr                                   | Mr. Tieleman van Zeeberg                |                                      |                         |
| 1742        | Theodore Jongkint                  | Mr. Dirk de Lange jr                                   | Dr. Gualterus de Moor van Immerzeel                    | Mr. Tieleman van Zeeberg                |                                      |                         |
| 1743        | Huijbert van Eijck                 | Theodore Jongkint                                      | Dr. Gualterus de Moor van Immerzeel                    | Mr. Govert Suijs                        |                                      |                         |
| 1744        | Huijbert van Eijck                 | Mr. Willem van den Kerckhoven                          | Mr. Govert Suijs                                       | Mr. Tieleman van Zeeberg                |                                      |                         |
| 1745        | Mr. Willem van den Kerckhoven      | Mr. Dirk de Lange jr                                   | Dr. Gualterus de Moor van Immerzeel                    | Mr. Tieleman van Zeeberg                |                                      |                         |
| 1746        | Cornelis Arckenbout                | Huijbert van Eijck                                     | Mr. Dirk de Lange jr                                   | Dr. Gualterus de Moor van Immerzeel     |                                      |                         |
| 1747        | Cornelis Arckenbout                | Huijbert van Eijck                                     | Mr. Willem van den Kerckhoven                          | Mr. Govert Suijs                        |                                      |                         |
| 1748        | Cornelis Arckenbout                | Mr. Willem van den Kerckhoven                          | Mr. Daniel Willem Lestevenon sr                        | Mr. Willem van Strijen                  | Mr. Govert Suijs                     |                         |
| 1749        | Mr. Dirk de Lange jr               | Mr. Daniel Willem Lestevenon sr                        | Mr. Hieronymus Goudanus Snels                          | Mr. Willem van Strijen                  |                                      |                         |
| 1750        | Mr. Gerard van Brandwijk jr        | Mr. Dirk de Lange jr                                   | Mr. Hieronymus Goudanus Snels                          |                                         |                                      |                         |
| 1751        | Mr. Willem Sebastiaan Boers        | Mr. Gerard van Brandwijk jr                            | Dr. Cornelis Gerard Moeringh                           |                                         |                                      |                         |
| 1752        | Mr. Willem Sebastiaan Boers        | Mr. Daniel Willem Lestevenon sr                        | Dr. Cornelis Gerard Moeringh                           | Mr. Willem van Strijen                  |                                      |                         |
| 1753        | Mr. Dirk de Lange jr               | Mr. Daniel Willem Lestevenon sr                        | Mr. Willem van Strijen                                 | Mr. Govert Suijs                        |                                      |                         |
| 1754        | Mr. Gerard van Brandwijk jr        | Mr. Dirk de Lange jr                                   | Mr. Govert Suijs                                       |                                         |                                      |                         |
| 1755        | Mr. Gerard van Brandwijk jr        | Mr. Johan de Lange                                     | Dr. Cornelis Gerard Moeringh                           | Mr. Willem van Strijen                  |                                      |                         |
| 1756        | Mr. Frederik van der Hoeve         | Mr. Johan de Lange                                     | Dr. Cornelis Gerard Moeringh                           | Franco Gerard de Vrije                  |                                      |                         |
| 1757        | Mr. Frederik van der Hoeve         | Mr. Dirk de Lange jr                                   | Mr. Willem van Strijen                                 | Franco Gerard de Vrije                  |                                      |                         |
| 1758        | Mr. Gerard van Brandwijk jr        | Mr. Dirk Aemilius Jongkint                             | Mr. Dirk de Lange jr                                   | Mr. Willem van Strijen                  |                                      |                         |
| 1759        | Mr. Aelbrecht van der Burgh        | Mr. Gerard van Brandwijk jr                            | Mr. Dirk Aemilius Jongkint                             | Mr. Johan de Lange                      |                                      |                         |
| 1760        | Mr. Aelbrecht van der Burgh        | Mr. Johan de Lange                                     | Franco Gerard de Vrije                                 |                                         |                                      |                         |
| 1761        | Mr. Gerard van Brandwijk jr        | Mr. Cornelis Adriaan van den Kerckhoven                | Franco Gerard de Vrije                                 |                                         |                                      |                         |
| 1762        | Mr. Gerard van Brandwijk jr        | Mr. Dirk Aemilius Jongkint                             | Mr. Cornelis Adriaan van den Kerckhoven                | Mr. Dirk de Lange jr                    |                                      |                         |
| 1763        | Mr. Bruno van der Does             | Mr. Dirk Aemilius Jongkint                             | Mr. Johan de Lange                                     | Mr. Bartolomeus de Moor van Immerzeel   |                                      |                         |
| 1764        | Mr. Aelbrecht van der Burgh        | Mr. Johan de Lange                                     | Mr. Bartolomeus de Moor van Immerzeel                  | Mr. Lodewijk Quarles                    |                                      |                         |
| 1765        | Mr. Aelbrecht van der Burgh        | Dr. Willem van der Hoeve                               | Mr. Cornelis Adriaan van den Kerckhoven                | Mr. Lodewijk Quarles                    |                                      |                         |
| 1766        | Mr. Bruno van der Does             | Dr. Willem van der Hoeve                               | Mr. Dirk Aemilius Jongkint                             | Mr. Cornelis Adriaan van den Kerckhoven |                                      |                         |
| 1767        | Mr. Bruno van der Does             | Mr. Dirk Aemilius Jongkint                             | Mr. François de Meij                                   | Mr. Bartolomeus de Moor van Immerzeel   |                                      |                         |
| 1768        | Mr. Willem Decker                  | Mr. François de Meij                                   | Mr. Bartolomeus de Moor van Immerzeel                  | Dirk Verrijst                           |                                      |                         |
| 1769        | Mr. Willem Decker                  | Dr. Willem van der Hoeve                               | Mr. Cornelis Adriaan van den Kerckhoven                | Dirk Verrijst                           |                                      |                         |
| 1770        | Dr. Willem van der Hoeve           | Mr. Dirk Aemilius Jongkint                             | Mr. Cornelis Adriaan van den Kerckhoven                | Mr. Bartolomeus de Moor van Immerzeel   |                                      |                         |
| 1771        | Mr. Willem Decker                  | Mr. Dirk Aemilius Jongkint                             | Mr. Gualterus de Moor van Immerzeel                    | Mr. Bartolomeus de Moor van Immerzeel   |                                      |                         |
| 1772        | Mr. Aelbrecht van der Burgh        | Mr. Willem Decker                                      | Mr. Gualterus de Moor van Immerzeel                    | Dirk Verrijst                           |                                      |                         |
| 1773        | Mr. Aelbrecht van der Burgh        | Dr. Willem van der Hoeve                               | Mr. Cornelis Adriaan van den Kerckhoven                | Mr. Jacob Speelman                      | Dirk Verrijst                        |                         |
| 1774        | Mr. Bruno van der Does             | Dr. Willem van der Hoeve                               | Mr. Dirk Aemilius Jongkint                             | Mr. Cornelis Adriaan van den Kerckhoven |                                      |                         |
| 1775        | Mr. Aelbrecht van der Burgh        | Mr. Willem Decker                                      | Mr. Bruno van der Does                                 | Mr. Dirk Aemilius Jongkint              | Mr. Gualterus de Moor van Immerzeel  | Mr. Jacob Speelman      |
| 1776        | Mr. Willem Decker                  | Mr. Vincent van Eijck                                  | Mr. Gualterus de Moor van Immerzeel                    | Mr. Bartolomeus de Moor van Immerzeel   |                                      |                         |
| 1777        | Mr. Aelbrecht van der Burgh        | Mr. Vincent van Eijck                                  | Mr. Daniel Willem Lestevenon jr                        | Mr. François de Meij                    |                                      |                         |
| 1778        | Mr. Dirk Aemilius Jongkint         | Mr. Daniel Willem Lestevenon jr                        | Mr. François de Meij                                   | Mr. Johannes Noortberg                  |                                      |                         |
| 1779        | Mr. Dirk Aemilius Jongkint         | Mr. Gualterus de Moor van Immerzeel                    | Mr. Johannes Noortberg                                 | Mr. Adriaan Prins                       |                                      |                         |
| 1780        | Mr. Aelbrecht van der Burgh        | Mr. Vincent van Eijck                                  | Mr. Gualterus de Moor van Immerzeel                    | Mr. Adriaan Prins                       |                                      |                         |
| 1781        | Mr. Aelbrecht van der Burgh        | Mr. Vincent van Eijck                                  | Willem van der Hoeve                                   | Mr. François de Meij                    |                                      |                         |
| 1782        | Dr. Willem Griffioen               | Willem van der Hoeve                                   | Mr. Dirk Aemilius Jongkint                             | Mr. François de Meij                    | Mr. Johannes Noortberg               |                         |
| 1783        | Mr. Dirk Aemilius Jongkint         | Dirk Daniel de Kedts Houtman                           | Mr. Gualterus de Moor van Immerzeel                    | Mr. Johannes Noortberg                  | Mr. Martinus van Toulon              |                         |
| 1784        | Mr. Vincent van Eijck              | Willem van der Hoeve                                   | Mr. Gualterus de Moor van Immerzeel                    | Mr. Martinus van Toulon                 |                                      |                         |
| 1785        | Gerard Willem van Blijdenberg      | Dr. Willem Griffioen                                   | Willem van der Hoeve                                   | Mr. Jan Jacob Slicher                   | Mr. Adriaan Pieter Twent             |                         |
| 1786        | Jacob Boon van Ostade              | Dr. Willem Griffioen                                   | Mr. Jan Jacob Slicher                                  | Mr. Nicolaas Teijssen                   |                                      |                         |
| 1787        | Jacob Boon van Ostade              | Mr. Huibert van Eijck                                  | Mr. Alexander Hendrik Metelerkamp                      | Mr. François de Meij                    | Mr. Nicolaas Teijssen                | Mr. Martinus van Toulon |
| 1788        | Mr. Alexander Hendrik Metelerkamp  | Mr. François de Meij                                   | Dr. Albert Verrijst                                    |                                         |                                      |                         |
| 1789        | Mr. Huibert van Eijck              | Willem van der Hoeve                                   | Mr. Reinier Swanenburg                                 | Dr. Albert Verrijst                     |                                      |                         |
| 1790        | Marcellus Bisdom van Vliet         | Mr. Huibert van Eijck                                  | Mr. Reinier Swanenburg                                 | Samuel Gideon Wobma                     |                                      |                         |
| 1791        | Marcellus Bisdom van Vliet         | Mr. Alexander Hendrik Metelerkamp                      | Mr. François de Meij                                   | Samuel Gideon Wobma                     |                                      |                         |
| 1792        | Willem van der Hoeve               | Mr. Alexander Hendrik Metelerkamp                      | Mr. François de Meij                                   | Dr. Albert Verrijst                     |                                      |                         |
| 1793        | Mr. Huibert van Eijck              | Willem van der Hoeve                                   | Mr. Diderik Gregorius van Teijlingen                   | Dr. Albert Verrijst                     |                                      |                         |
| 1794        | Mr. François Decker                | Mr. Huibert van Eijck                                  | Mr. Melchior Willem van den Kerckhoven van Groenendijk | Mr. Reinier Swanenburg                  | Mr. Diderik Gregorius van Teijlingen |                         |
| 1795        | Gerard Willem van Blijdenberg      | Mr. Melchior Willem van den Kerckhoven van Groenendijk | Mr. François de Meij                                   | Mr. Reinier Swanenburg                  |                                      |                         |
| 1796 - 1806 |                                    |                                                        |                                                        |                                         |                                      |                         |
| 1807 - 1810 | Mr. Alexander Hendrik Metelerkamp  |                                                        |                                                        |                                         |                                      |                         |
| 1810 - 1813 | Mr. Adriaan Jacob van der Does     |                                                        |                                                        |                                         |                                      |                         |
| 1813 - 1815 | Mr. Jan Ernst Ligtvoet van Leeuwen |                                                        |                                                        |                                         |                                      |                         |

## Na 1815
| Ambtsperiode | Naam burgemeester                              | Partij of stroming | Bijzonderheden |
| ------------ | ---------------------------------------------- | ------------------ | -------------- |
| 1815 - 1824  | Jan Pieter Kemper                              |                    | [ 2 ]          |
| 1815 - 1817  | François van Harencarspel Decker van Beverwijk |                    | [ 2 ]          |
| 1817 - 1824  | Adrianus van Bergen                            |                    | [ 2 ]          |
| 1815 - 1831  | Mr. Lodewijk van Toulon                        |                    | [ 2 ]          |
| 1831 - 1842  | Adrianus van Bergen                            |                    |                |
| 1842 - 1850  | Mr. Jan Willem Blanken                         |                    |                |
| 1850 - 1864  | Nicolaas IJzendoorn                            | liberaal           |                |
| 1864 - 1895  | Mr. Albertus Adrianus van Bergen IJzendoorn    | liberaal           |                |
| 1895 - 1917  | Rudolph Lodewijk Martens                       |                    |                |
| 1917 - 1927  | Ulbo Jetze Mijs                                |                    |                |
| 1927 - 1938  | Egbertus Gerrit Gaarlandt                      |                    |                |
| 1938 - 1941  | Mr. dr. Karel Frederik Otto James              | CHU                | [ 3 ]          |
| 1941 - 1944  | Eugène Albert Arnold Liera                     | NSB                | [ 4 ]          |
| 1945 - 1945  | Bernard Willem Paul Acket                      | NSB                | [ 4 ]          |
| 1945 - 1965  | Mr. dr. Karel Frederik Otto James              | CHU                | [ 3 ]          |
| 1965 - 1968  | Mr. Reinier Marinus van Reenen                 | ARP                |                |
| 1969 - 1973  | Mr. Pieter van Dijke                           | ARP                |                |
| 1974 - 1981  | Christiaan van Hofwegen                        | PvdA               |                |
| 1981 - 1989  | Drs. Klaas Foeke Broekens                      | PvdA               |                |
| 1989 - 2001  | Jan Hein Boone                                 | PvdA               |                |
| 2001 - 2012  | Wim M. Cornelis                                | PvdA               |                |
| 2012 - 2012  | Jan Mans                                       | PvdA               | waarnemend     |
| 2012 - 2019  | Milo Schoenmaker                               | VVD                |                |
| 2019 - 2019  | Mirjam Salet                                   | PvdA               | waarnemend     |
| 2019 - heden | Pieter Verhoeve                                | SGP                |                |